# 利氏壁蜥
利氏壁蜥（学名：Podarcis lilfordi）是西班牙特有的一種蜥蜴。牠們棲息在溫帶的森林、地中海叢林、岩壁及石灘。牠們受到失去棲息地的影響。

## 保育狀況
其被列為《瀕危野生動植物種國際貿易公約》附錄二的物種，被限制出口及貿易。